# She (Maldoror)
She è il primo e unico album in studio del sound system noise statunitense e giapponese Maldoror, pubblicato il 14 settembre 1999 dalla Ipecac Recordings. 

## Descrizione

### Premessa
Durante un tour con i Faith No More in Australia, Mike Patton chiamò Masami Akita, figura più importante del mondo della japanoise, in quanto grande fan del suddetto genere. Insieme, i due fecerò vari show improvvisati che portarono successivamente ad una sessione di registrazione in studio nel 1997, che diede luce a questo album.

## Tracce

### Les Chants
Musiche di Mike Patton e Masami Akita.
1. Butterfly Kiss – 0:30
2. Twitch of the Death Nerve – 2:17
3. Homunculus – 3:52
4. Boutique of 7 Taboos – 1:04
5. Snuff – 3:28
6. Baby Powder on Peach Fuzz – 3:37
7. She – 3:50
8. Cherry Blossom Inferno – 1:30
9. The Conqueror Worm – 2:03
10. Bubble Bath and a Valium – 0:44
11. The White Tears of the Maggot – 2:36
12. Chiffon Lingerie – 2:18
13. Lullaby (She Who Must Be Obeyed) – 8:17

Durata totale: 36:06

## Formazione
- Mike Patton – voce, computer, campionatore
- Masami Akita – computer